# 兰登贝格城堡
兰登贝格城堡是位于瑞士上瓦尔登州萨尔嫩山顶上的一座荒废的城堡。18世纪，这里建造了一个军械库和靶场。兰登贝格军械库是瑞士国家重要文化财产。三个多世纪以来，城堡遗址一直是州民大会的聚会场所。
兰登伯格城堡的历史可以追溯到11世纪初，当时称为萨尔嫩城堡或简称萨尔嫩，伦茨堡伯爵建了一座木制堡垒。1173年伦茨堡绝嗣后，由哈布斯堡王朝继承。哈布斯堡王朝在山顶建造了石墙。这座城堡是瑞士中部最大的城堡之一。然而，在13世纪初，这座城堡被遗弃，原因不明。目前尚不清楚建于13世纪后期的女巫塔是兰登贝格建筑群的一部分、替代品还是附近的一座城堡。城堡被废弃后，城墙逐渐被拆卸作为建筑材料。1620年左右，城堡废墟上建起一座军械库。现在的巴洛克式军械库建筑建于1711年，由汉斯·约瑟夫·冯·弗吕建造 ，一直用到1975 年。  1646 年起，州民大会 每年在兰登贝格城堡废墟平整出来的广场召开，直到 1998 年大会解散。在1895年对Landsgemeinde广场进行翻新时，旧墙被挖掘和修复。山顶的射击场建于1752年，有两个洋葱圆顶。 
城墙遗址占地面积约40乘90米，为瑞士中部最大的城堡。今天仍然可以看到长长的低矮石墙。墙壁厚达1.36米。城门所在的西墙已全部拆除。西角位于山的最高部分，建有10.5米高的方塔。